# CHIHARU (ダンサー)
CHIHARU（チハル、1967年（昭和42年）2月28日 - ）は、日本のダンサーで、TRFのメンバーである。本名、村木 千春（むらき ちはる）。埼玉県出身。血液型O型。

## 来歴・人物
5歳でクラシックバレエを習いはじめ、18歳でジャズダンスに目覚め、1年間ニューヨークへダンス留学へ行く。
その後、ダンスチーム「MEGAMIX」に参加しSAMやETSUと共に活動をしていた。
1992年にTRFを結成し、1993年2月25日に「GOING 2 DANCE」でCDデビュー。
ダンサーとのしての活動はもちろん、コンサートでの演出、ステージングや、数々のアーティストの振り付けなども行ってきた。
2012年には、TRFのメガヒットナンバーとエクササイズを融合した新感覚DVD「EZ DO DANCERSIZE」を発売。大きな話題を呼びシリーズ累計380万枚を突破するセールスを記録した。
2017年には、SAM、ETSUと共に、セリフの無いダンスだけでストーリーを表現する舞台「DANCE REPUBLIC」をプロデュース。
2023年2月25日でTRFデビュー30周年を迎え、同日にはZepp Haneda（TOKYO）にて、TRF 30th Anniversary Live『THANXXX!!! Live & Party 2023～』を開催した。